# Taira no Shigemori
Taira no Shigemori (平 重盛, , 1138 – 02 de setembro de 1179) foi o filho mais velho do patriarca do Clã Taira, Taira no Kiyomori.

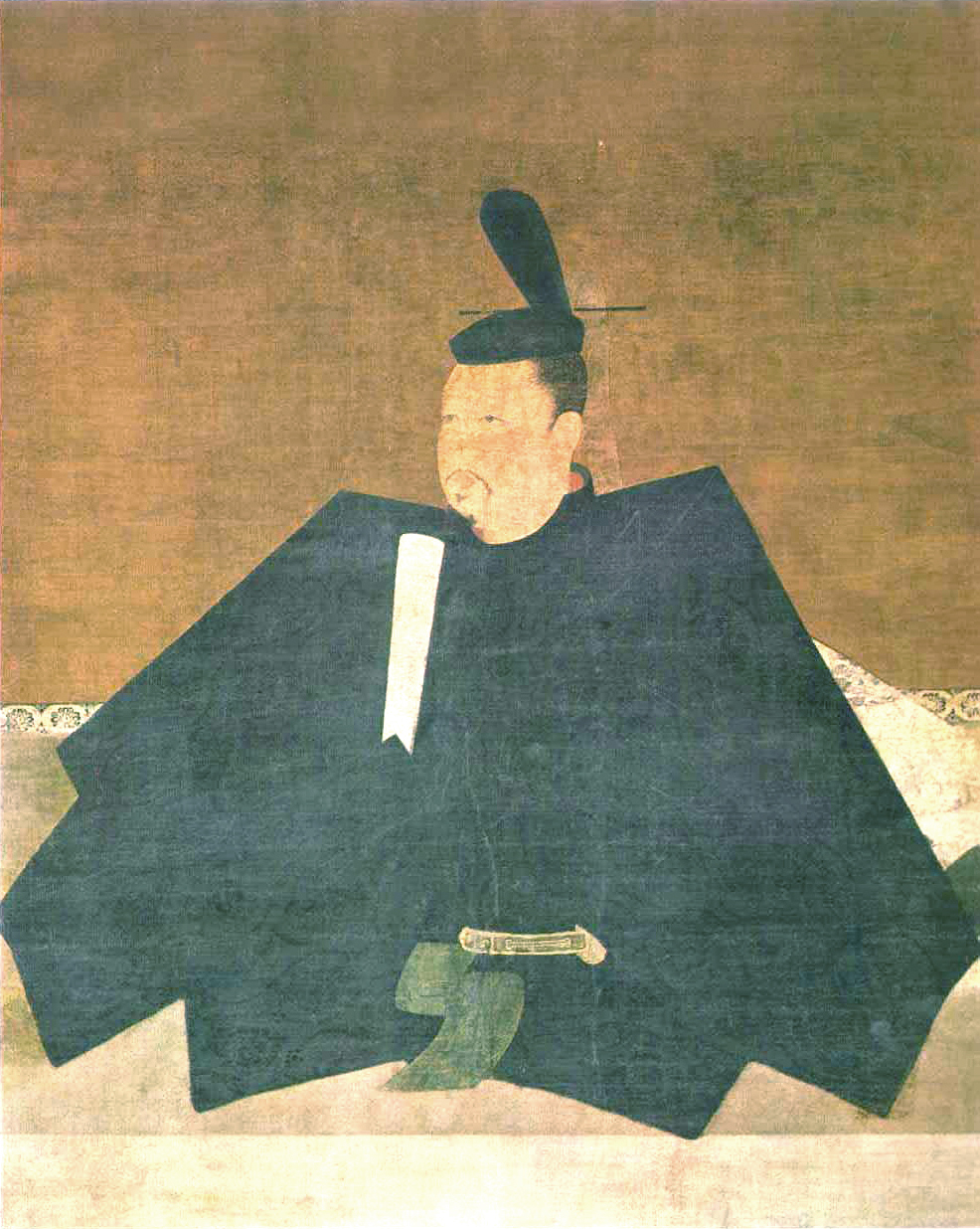
Retyrato de Taira no Shigemori, atribuído a Fujiwara no Takanobu. tinta sobre tecido.

Participou das rebeliões Hōgen e Heiji. Foi nomeado Naidaijin (Ministro do Centro) em 1177, mas abdicou 2 anos depois. Morreu de doença em 1179.